# Yamaha Jog
Yamaha Jog er en serie af scootere fremstillet af Yamaha siden 1983. Den aktuelle model har modelkoden CV50.

## CE50
Den første generation med modelkoden CE50, som blev produceret mellem 1983 og 1987, var en del af Riva-familien, og var mange steder kendt som Riva Jog. Modellen kørte med en luftkølet, 2-takts enkeltcylindret motor på 49 cm³ med 3,4 kW (4,5 hk) og et drejningsmoment på 5,8 Nm. Topfarten lå på 56−61 km/t. I 1986 fandtes den i rød eller gul, og i 1987 i rød eller blå.

## CG50
I 1988 blev Jog kraftigt modificeret, og fik modelkoden CG50. Motoren var den samme som hidtil, men den havde fået en mindre effektforøgelse hvilket øgede topfarten til 64 km/t. Modellen fandtes i følgende farver: Hvid/lilla, rød og sort.

## CY50
Det næste modelskifte fandt sted i 1992. Denne model blev den længst producerede af alle Jog'erne, helt frem til 2001. Modellen var en kraftigt faceliftet udgave af CG50, med topfart på 68−69 km/t. CY50 fandtes i mange forskellige farver.

### Modeller
- Artistic Special: 1994−1996
- Fine Selection: 1996−1998
- Space innovation: 1998−2000
- "R": 2000-
- "RR" : 2000-

## Yamaha Jog i Danmark
I Danmark har Yamaha Jog opnået kultstatus blandt unge på grund af den lave vægt og muligheder for levering af tuningsdele.
Modellen kom første gang til Danmark i 1994 under navnet Artistic Special, og i 1996 kom modellen Fine Selection på markedet. I 1998 kom Jog SI Space innovation. De ældre modeller fra 1980'erne kører stadigvæk rundt i bl.a. Indien og Libanon.
I dag kører der stadig mange Yamaha-scootere rundt, og Yamaha Jog R er blevet meget populær. Yamaha Jog RR er 45 km/t versionen af Yamaha Jog R.
Yamaha Jog R og Jog RR kører med Minarelli motorer, som er kendt for at holde længe, og være rigtig gode og lette at tune.[kilde mangler]

## Specifikationer
- Tænding: Elektronisk
- Transmission: CVT

### Hovedmål
- Frihøjde (mm): 110
- Sædehøjde (mm): 640

### Tankindhold
- Benzintank: Fs: 3,5 liter
- Olietank: 0,7 liter

### Bremser/hjul
- Hjulstørrelse: (For) henholdsvis (bag), 80/90-10 og 80/90-10
- Bremser: (For) henholdsvis (bag), tromle og tromle